# Bothriomyrmex atlantis
Bothriomyrmex atlantis é uma espécie de inseto do gênero Bothriomyrmex, pertencente à família Formicidae.